# Slanke lori's
De slanke lori (Loris) zijn een geslacht uit de familie van de loriachtigen (Lorisidae). De wetenschappelijke naam van het geslacht werd in 1796 gepubliceerd door Étienne Geoffroy Saint-Hilaire.

## Taxonomie
Dit geslacht bestond traditioneel uit twee soorten: de grijze slanke lori (Loris lydekkerianus) en de rode slanke lori (Loris tardigradus). In 2023 werd een nieuwe soort erkend: Loris malabaricus, dat voorheen als ondersoort van de grijze slanke lori werd gerekend.
- Geslacht: Loris (Slanke lori's)
  - Soort: Loris lydekkerianus Cabrera, 1908 – Grijze slanke lori
  - Soort: Loris malabaricus Wroughton, 1917
  - Soort: Loris tardigradus (Linnaeus, 1758) – Rode slanke lori